# エドウィン・ミルズ (アスリート)

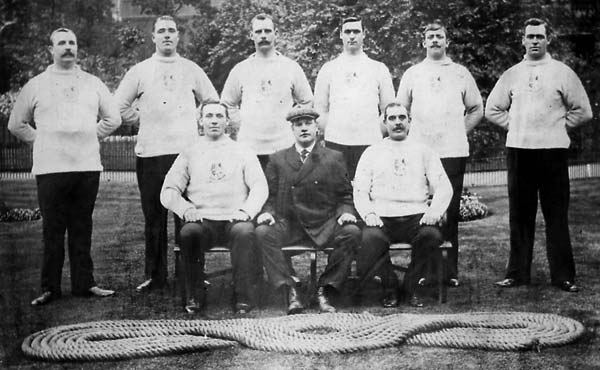
1908年に金メダルを獲得したロンドン市警察チーム。ミルズは、後列、左から3人目。

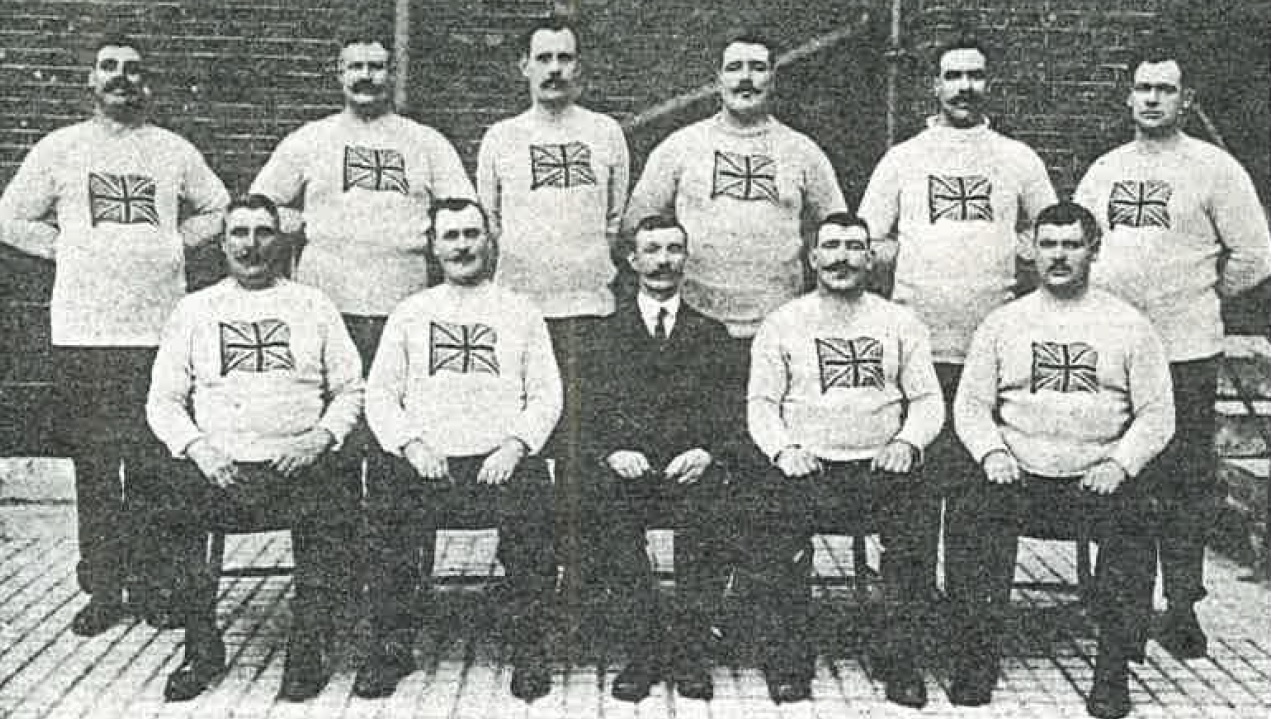
1912年に銀メダルを獲得したイギリス代表チーム。ミルズは、後列、左から3人目。

エドウィン・アーチャー・ミルズ（1878年5月17日 - 1946年11月12日）は、イギリスの綱引競技選手で、1908年ロンドンオリンピック、1912年ストックホルムオリンピック、1920年アントワープオリンピックに出場した。
彼は、イギリス代表となったロンドン市警察チームの一員として1908年と1920年に金メダルを獲得し、ロンドン市警察とメトロポリタン警察の連合チームの一員として1912年に銀メダルを獲得した。
1908年ロンドンオリンピックでは、さらに重量級のレスリングのグレコローマンスタイルとフリースタイルの両方に出場した。